# Kroge-Ehrendorf
Kroge-Ehrendorf ist ein Ortsteil der Stadt Lohne. Geografisch bildet Kroge den Mittelpunkt des Ortes, während Ehrendorf Kroge (flächenmäßig) umschließt.

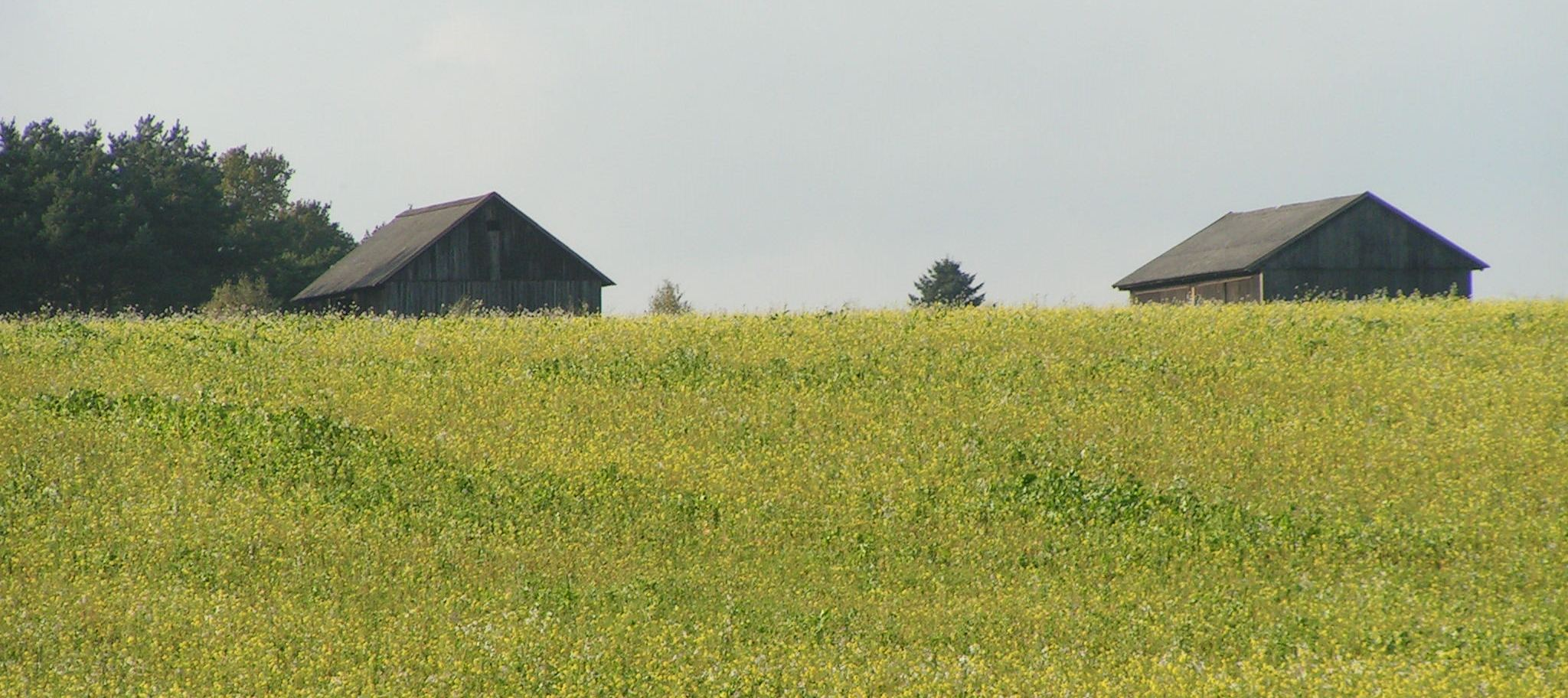
Geestrücken in Ehrendorf, betrachtet vom Pickerweg

## Geografie
Kroge liegt etwa 6 km südsüdöstlich von Lohne und 7 km westnordwestlich von Diepholz.
Traditionell ist das südoldenburgische Dorf Kroge-Ehrendorf landwirtschaftlich geprägt, die Charakteristik wandelt sich aber in Richtung Vorstadtsiedlung. Vor allem Arbeitnehmer, die in Lohner und Diepholzer Betrieben beschäftigt sind, nutzen die verkehrsgünstige, aber ruhige Lage Kroge-Ehrendorfs, um dort zu wohnen.
Kroge-Ehrendorf besitzt weitläufige Waldflächen.
Charakteristisch ist die Moorlandschaft Kroges, die bis heute zum Torfabbau genutzt wird.

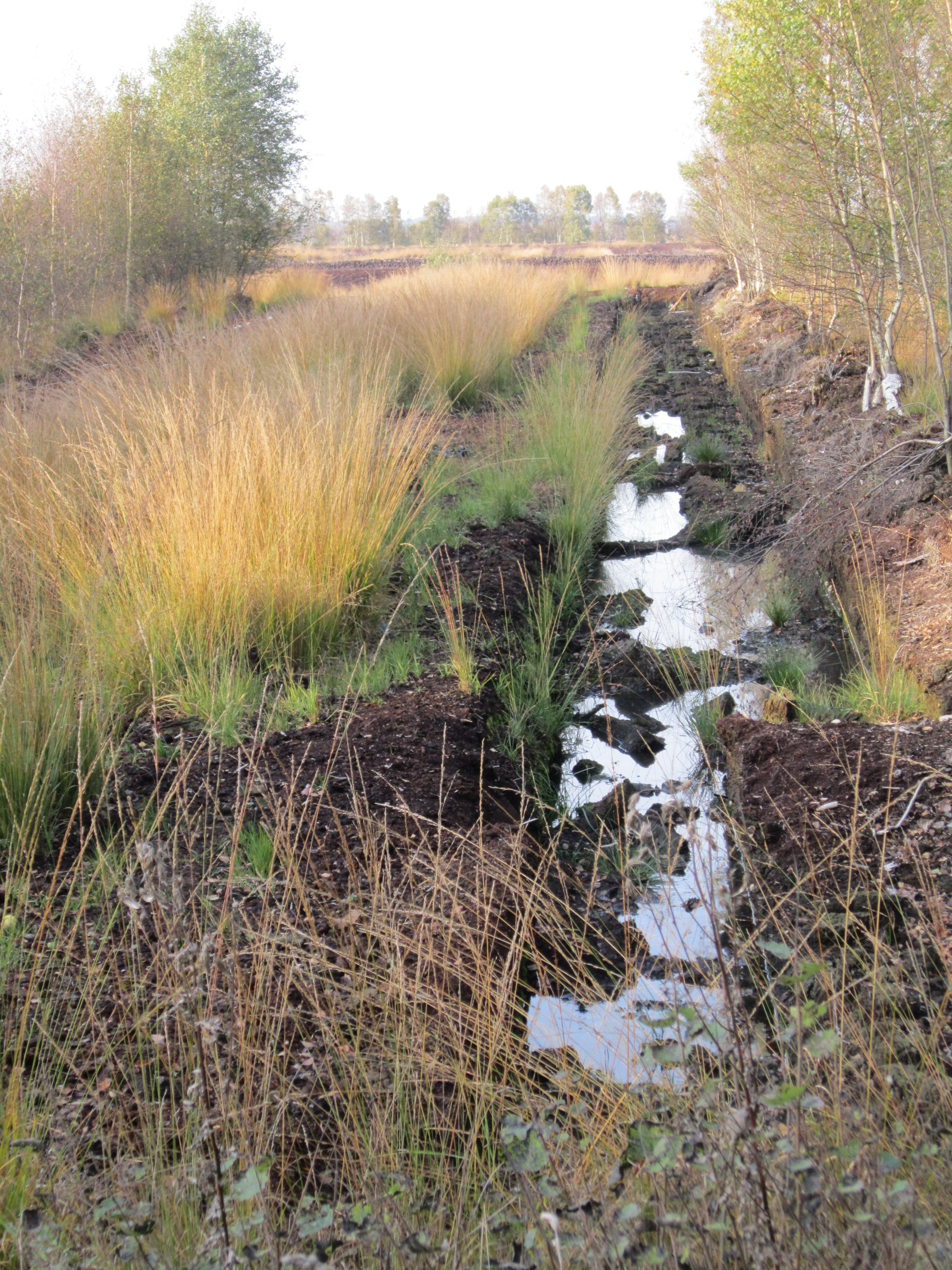
Naturschutzgebiet Südlohner Moor bei Kroge
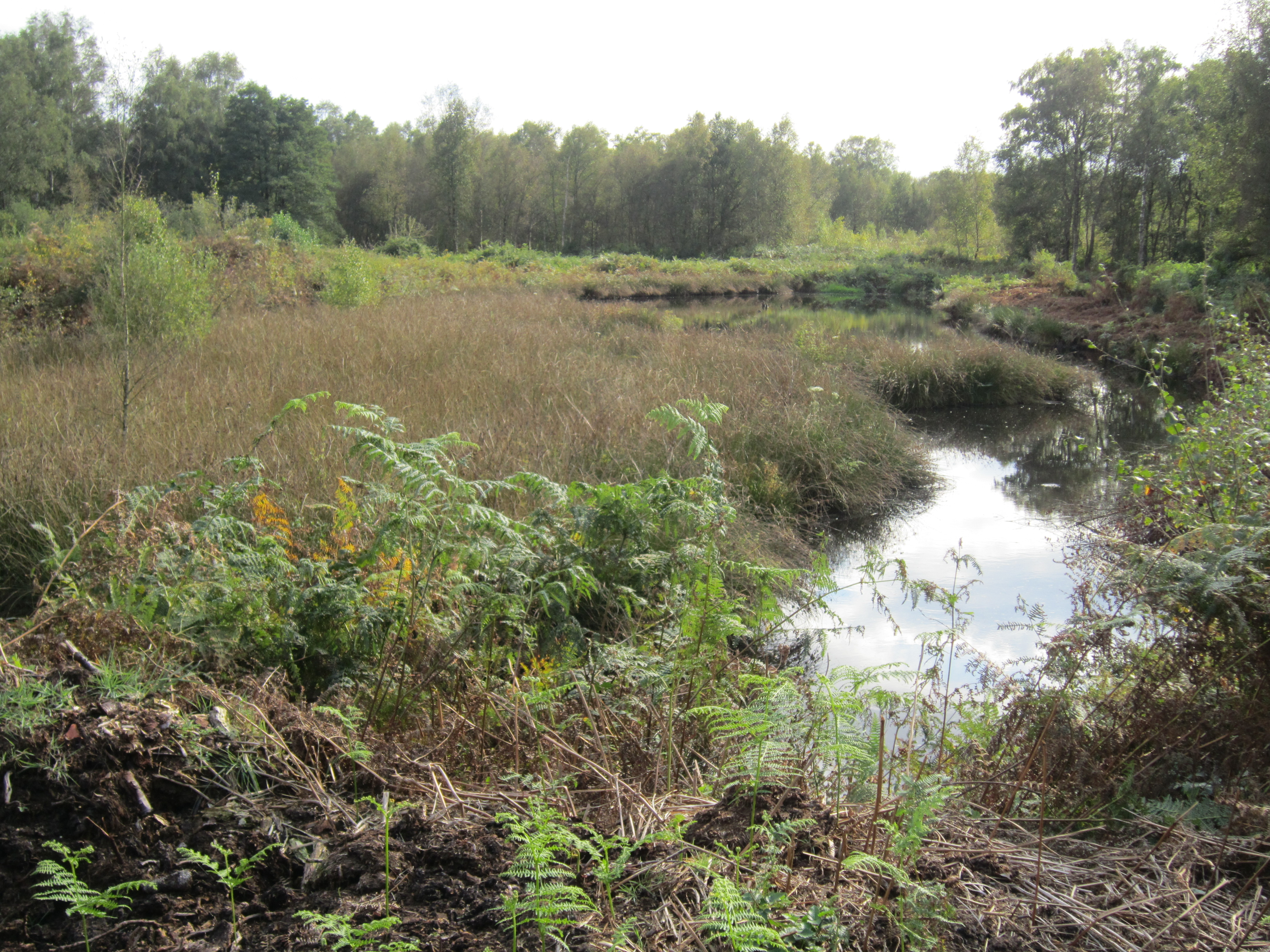
Naturschutzgebiet Steinfelder Moor südlich des Wassenbergsdamms

## Geschichte

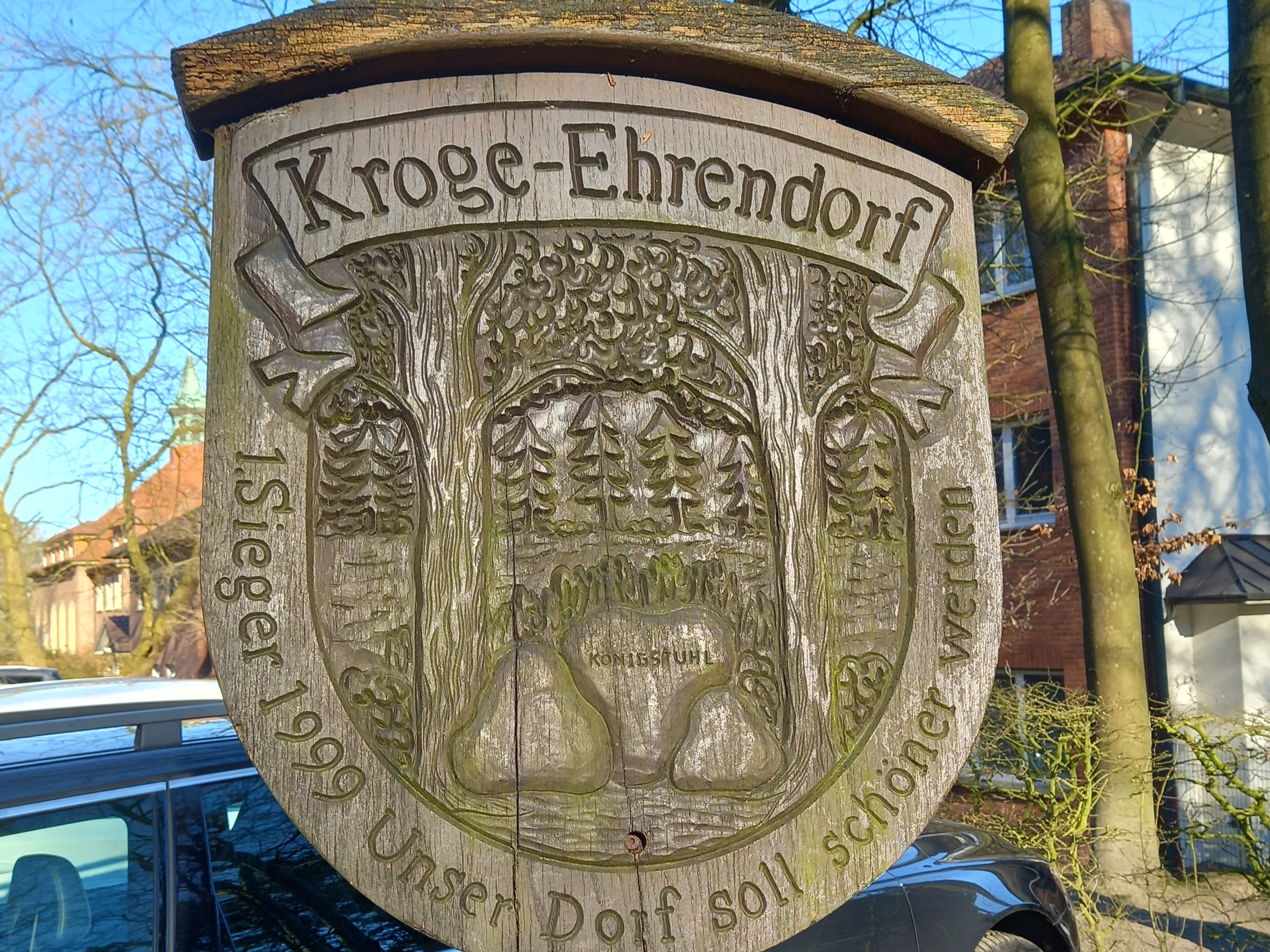
Erinnerung an den Wettbewerb „Unser Dorf soll schöner werden“

Das Wort „Kroge“ entstammt dem Wort „Krug“, denn der Ort Kroge entwickelte sich aus einer Gastwirtschaft  am Pickerweg, einer Altstraße, die durch Kroge verläuft. Die Gastwirtschaft befand sich im Hof Wassenberg. Im Erbhause war auch eine Herberge für die Fuhrleute, die diesen alten Handelsweg benutzten. Der Hof Wassenberg in Kroge-Ehrendorf hat eine lange Geschichte und wird  erstmals 1515 mit Dirich Wassenborn urkundlich erwähnt. Das Wort „Ehrendorf“ hingegen entstammt dem Wort „Ähre“ und beschreibt damit den für die Landwirtschaft guten Boden. 1999 wurde Kroge Sieger des Landkreises Vechta im Wettbewerb „Unser Dorf soll schöner werden“.
Das St. Anna-Stift Kroge hat mit der Umsetzung der Silviahemmet-Pflegephilosophie in seinem vollstationären Wohnbereich den Quality Award 2015 des Bundesverbands privater Anbieter sozialer Dienste gewonnen.

### Kirche und Kloster

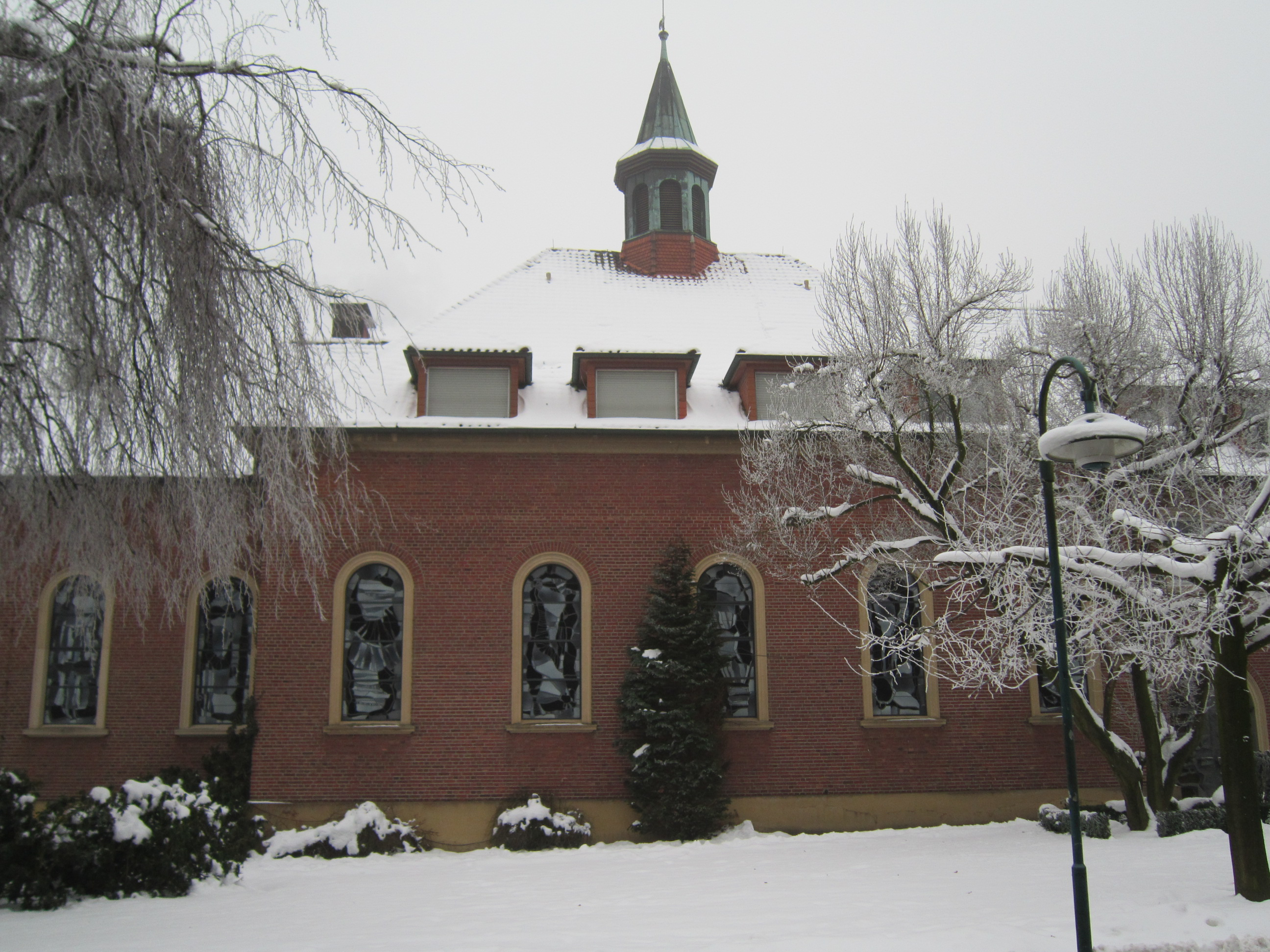
Herz-Jesu-Kirche Kroge

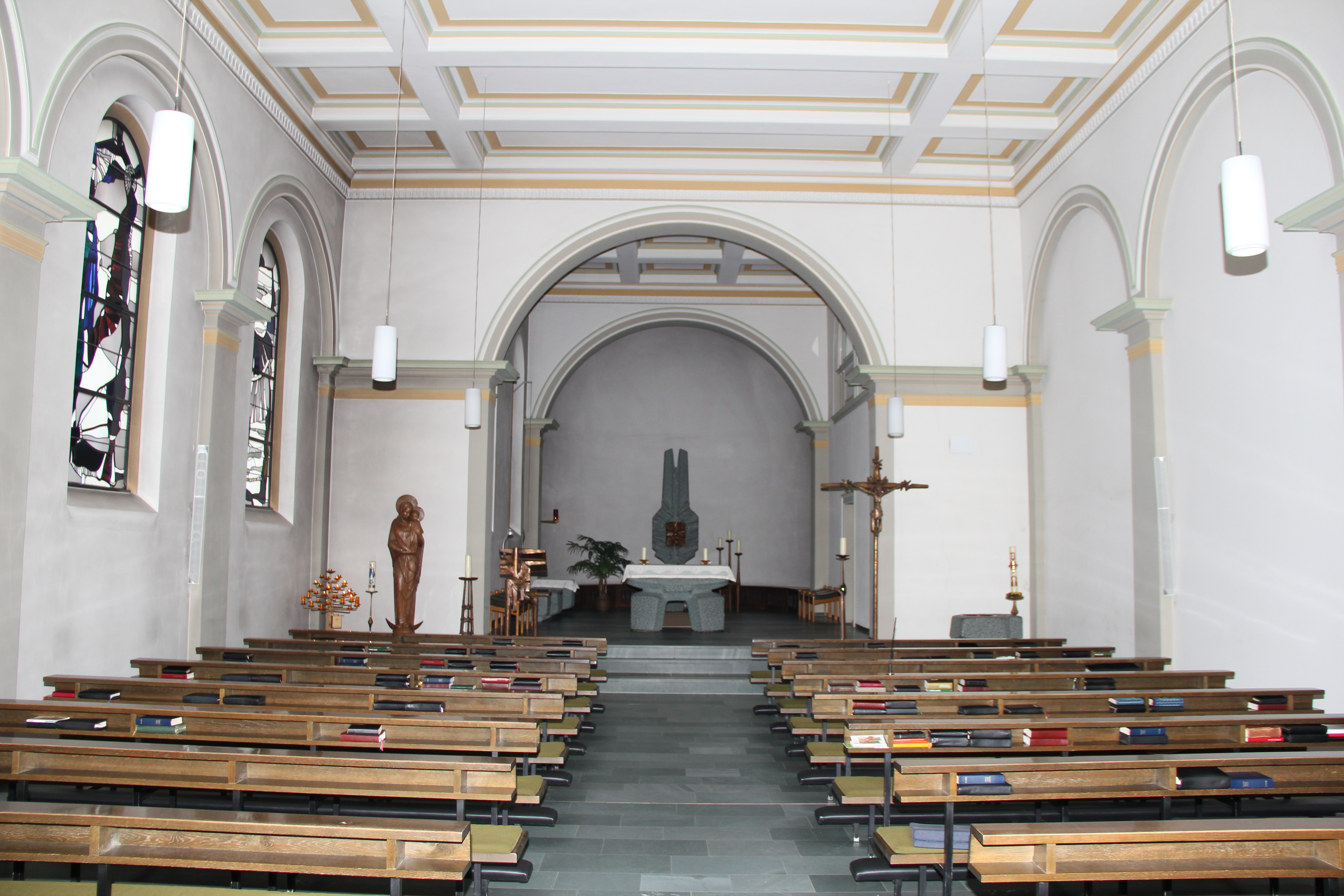
Herz-Jesu-Kirche in Kroge-Ehrendorf

Auf Initiative der letzten Erbin des Hofes, der Witwe Anna Krogmann-Wassenberg, wurden auf dem Grundstück 1925 eine Kapelle und ein Kloster errichtet – die Herz-Jesu Kirche und das St. Anna-Stift, die einen Schwerpunkt des öffentlichen Lebens in Kroge bilden. Das Kloster samt Klostercafé wird von den Franziskanerinnen betrieben.
Die Nonnen des Ortes nehmen aktiv am weltlichen Geschehen teil – etwa dem Dorf- und Sportfest, und sie präsentieren alljährlich  eine ca. 50 m² große Weihnachtskrippe. Der große Einfluss der Kirche zeigt sich auch in den zahlreichen Wegkreuzen und zwei Marien-Grotten. In direkter Nähe zur Kirche liegt im Wald ein in der Passionszeit mit Holzskulpturen gesäumter Weg – der Kroger Kreuzweg.

## Religionen
- 96 % der Einwohner sind katholisch
- 4 % gehören anderen Bekenntnissen an oder sind konfessionslos

Stand: Juli 2006

### Katholische Kirche
- Pfarramt Herz-Jesu-Kirche (Kroge-Ehrendorf)
- St.-Anna-Stift, Franziskanerinnen Kroge

## Kultur und Sehenswürdigkeiten
Während der vorösterlichen Fastenzeit sind die Nischen in den gemauerten Stationen des Kreuzwegs im Kiefernforst beim St. Anna-Stift mit farbigen Hochreliefs bestückt.
Durch einen kurzen Waldweg ist der Kreuzweg mit dem 2015 angelegten Liederweg verbunden. Der U-förmige Weg beginnt und endet am Pickerweg südlich der Klosteranlage. An dem Weg wurden Tafeln mit Illustrationen aufgestellt, auf denen mit Text und Noten versehene Lieder präsentiert werden. Außer den Tafeln bietet der Liederweg auch Sitzgelegenheiten sowie diverse Skulpturen.
Im März 2016 wurde auf einem Acker in der Nähe der Bundesstraße 214 ein 2,50 Meter breiter und hoher, 3,60 Meter langer und 30 Tonnen schwerer Granitgneis-Findling geborgen. Der Riesenstein gehört zu den größten Findlingen im nordwestlichen Niedersachsen und wurde deshalb vom niedersächsisches Landesamt für Bergbau, Energie und Geologie (LBEG) als schutzwürdiges Naturdenkmal eingestuft. Der Findling wird an der Grundschule in Kroge präsentiert. Am 30. Mai 2016 erhielt der Stein offiziell den Namen „Alter Schwede“.

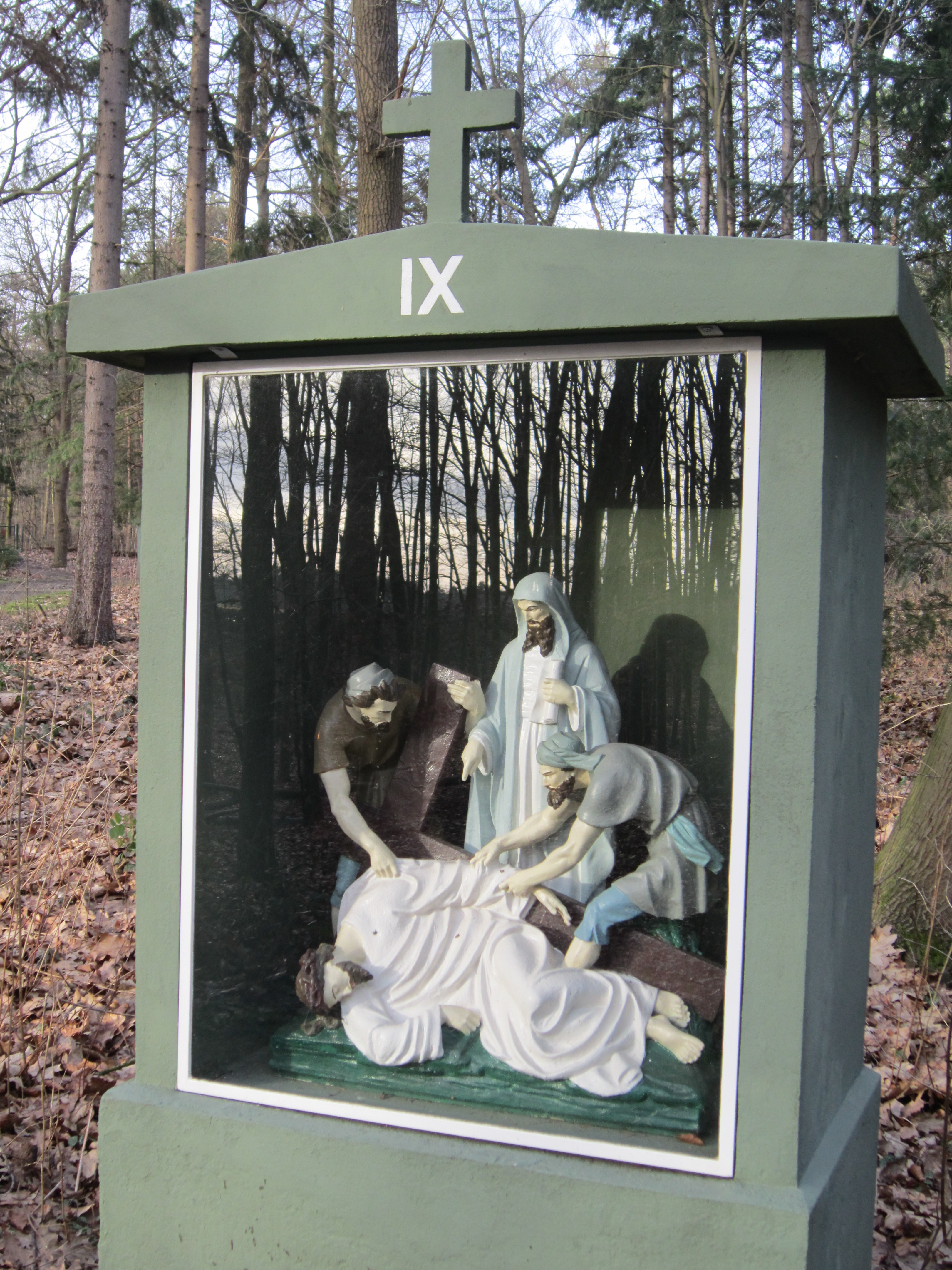
Station IX des Kreuzwegs beim St. Anna-Stift
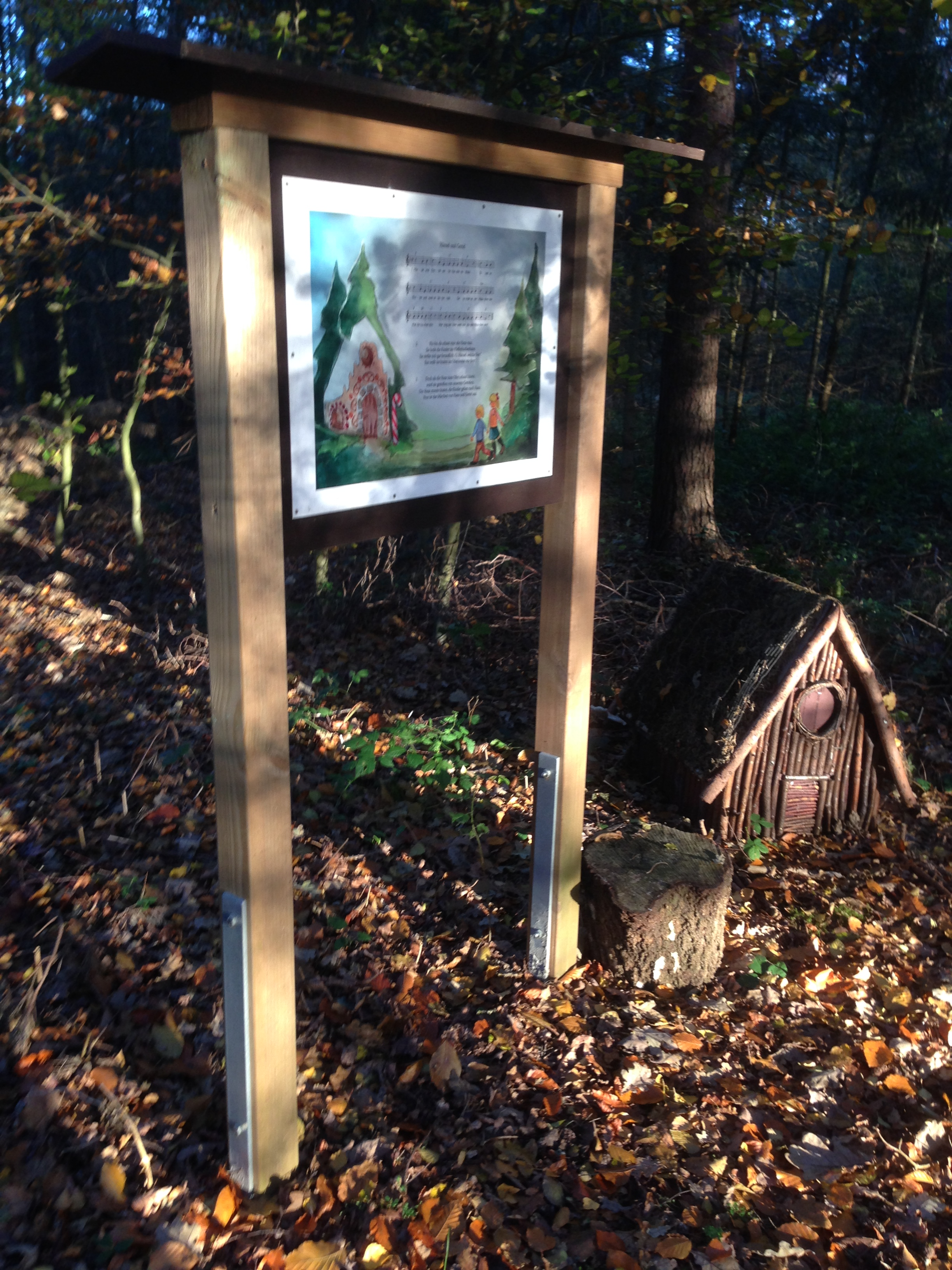
Tafel zum Lied „Hänsel und Gretel“ und „Hexenhaus“-Modell am Liederweg
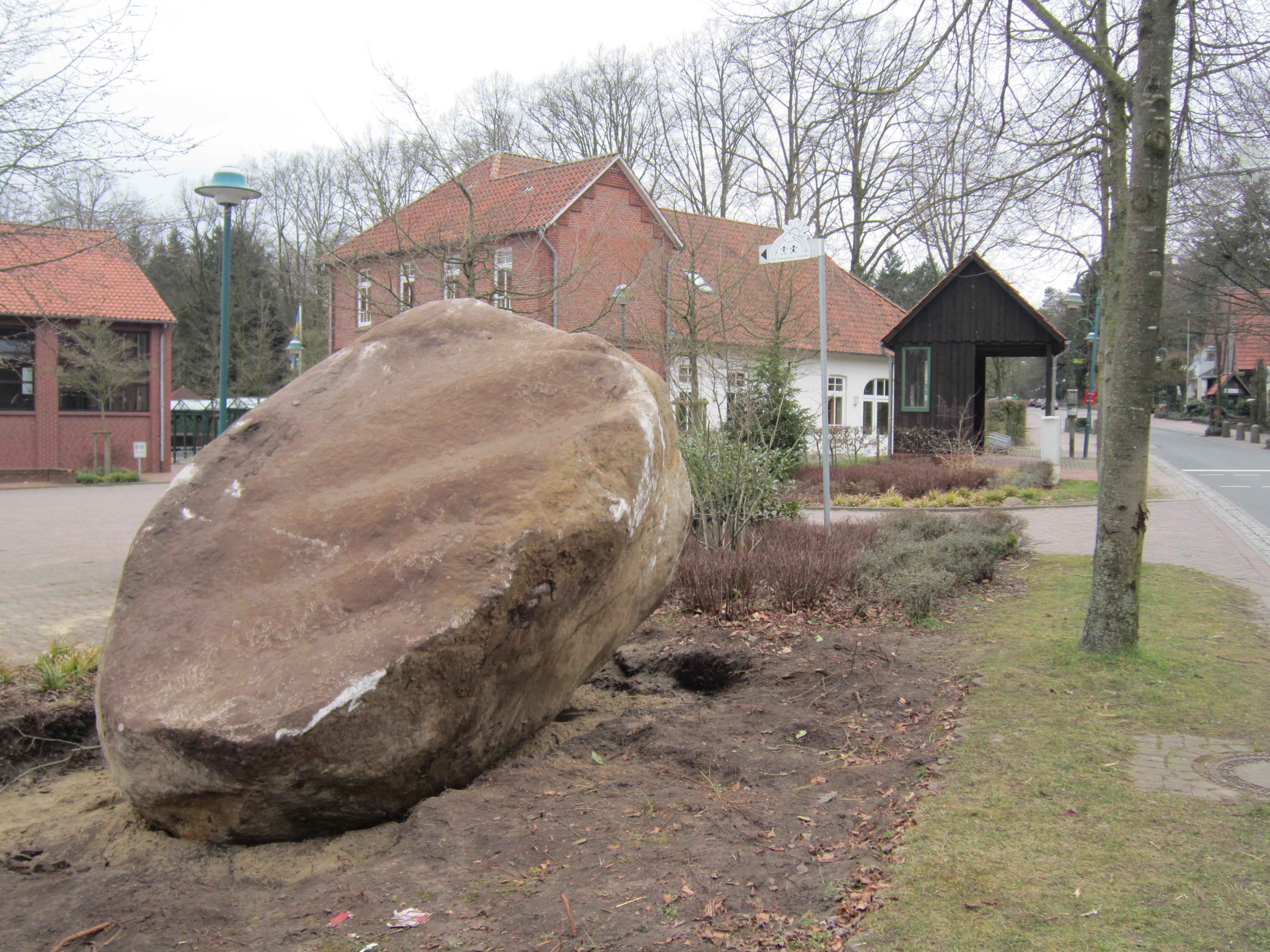
Der „Alte Schwede“ in Kroge

### Regelmäßige Veranstaltungen
Jedes dritte Wochenende im Juli feiert man das Kroger Sport- und Dorffest.
Am 1. Sonntag im August wird seit 1994 auf dem Königstuhl –  einem historischen Gerichtsplatz – das sogenannte Hölting abgehalten, die Wiederbelebung eines alten Holzgerichts, das sich bis zum Jahre 1734 an diesem Platz versammelte. Veranstalter ist der Heimatverein Kroge-Ehrendorf e. V.
Seit 2003 findet am 1. Advent der Weihnachtsmarkt aus Köttermoor auf dem Gelände der Kirche in Kroge-Ehrendorf statt. Sämtliche Einnahmen werden einem guten Zweck zugeführt.

## Infrastruktur

### Verkehr
Der Ort liegt verkehrsgünstig zwischen dem Stadtkern von Lohne, der Stadt Diepholz und der Gemeinde Steinfeld. Die Autobahn A 1 ist erreichbar über die Anschlussstellen Lohne/Dinklage und Holdorf. Der nächste Haltepunkt der Nordwestbahn liegt im ca. 4 km entfernten Mühlen an der Bahnstrecke Delmenhorst–Hesepe.

### Bildung
- 1 Grundschule
- 1 Kindergarten